# アカハシハジロ

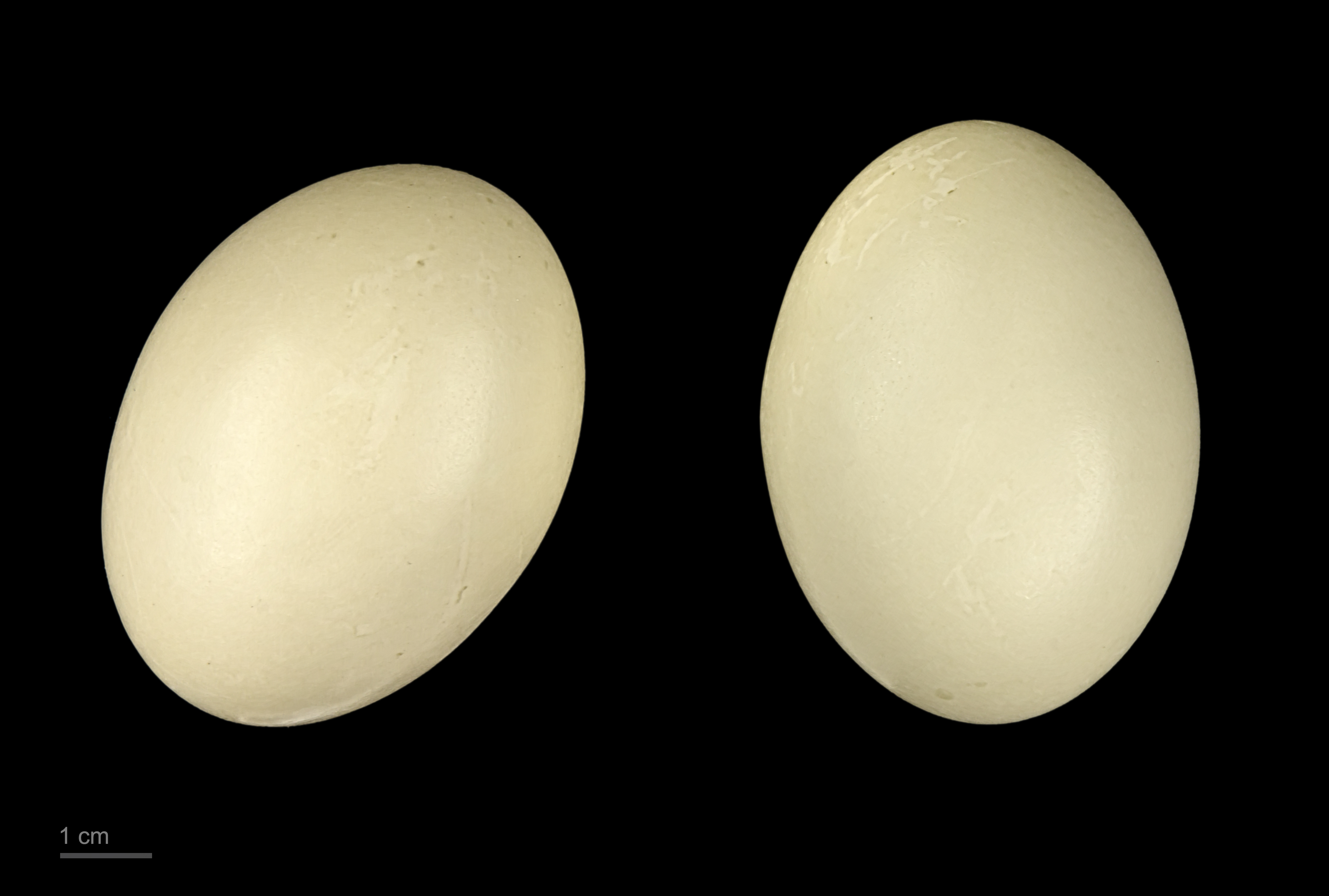
Netta rufina

アカハシハジロ (赤嘴羽白、学名：Netta rufina)は、カモ目カモ科に分類される鳥類の一種。

## 分布
繁殖地ヨーロッパ西部の局所および黒海周辺、中国北西部
越冬地中近東、インド、北アフリカ
ブリテン諸島の個体群の現状はよくわかっていないが、飼育下から逃げ出したり人為的に放鳥された個体が繁殖して定着しているらしい。大陸から移動してくる個体もいる。イングランドではグロスターシャー、オックスフォードシャー、ノーサンプトンシャーでもっとも多く見られ、エセックスのアバートン貯水池にもときおり野生の個体が訪れる。
日本ではまれな冬鳥として、本州、九州、先島諸島などで記録されている。1968年福井県で初めて記録されて以来、記録数は増加しているがほとんどが雄の記録で、雌の記録はごくわずかである。日本は本来の渡りのルートから外れており、飼育されている個体も少なくないことから飼育下の個体がかご抜けした可能性も指摘されている。

## 形態
体長約50cm。スズガモ亜科の種の中では大型である。雄は丸みを帯びたオレンジ色の頭部、赤い嘴、黒い胸部をもつ。脇は白く背部は茶色で、尾羽は黒い。雌は主に薄茶で、背部と頭頂部は黒っぽく顔は白っぽい。

## 生態
繁殖期は低地の沼や湖に生息する。小さな群れを形成している。非繁殖期には大きな群れを作ることが多く、しばしばホシハジロなどスズガモ亜科の他の種と混群を形成する。ただし、日本へ渡来する個体はほとんどが単独での記録である。
潜水もできるが、スズガモ亜科の他の種よりも水中に首を突っ込んだり逆立ちしたりして摂食することが多い。主に水草を食べる。
繁殖形態は卵生。岸辺の植生の中に営巣するが、水草の上に浮き巣を作ることもある。1腹6-12個の薄緑色の卵を産む。抱卵日数は26-28日である。

## 種の保全状態評価
- 国際自然保護連合のレッドリストでは軽度懸念にランクされている。
- 本種には、アフリカ・ユーラシア渡り性水鳥の保全に関する協定（AEWA）が適用される。

## ギャラリー

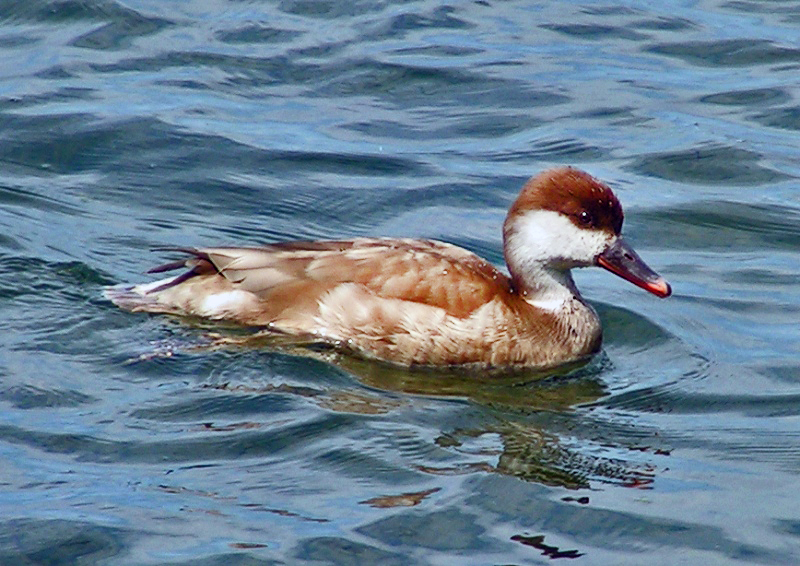
雌
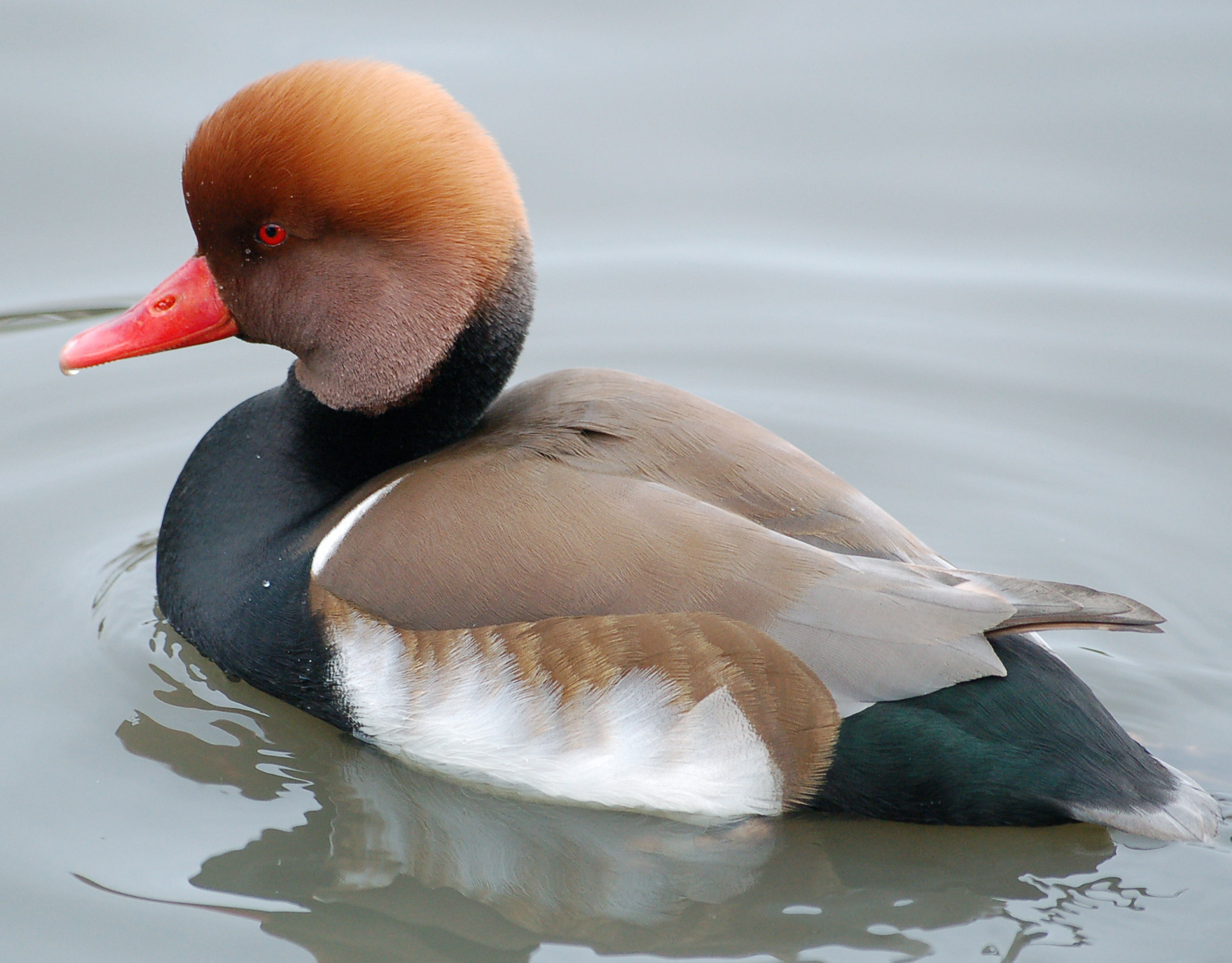
雄